# Jonathan Flint
Jonathan Flint é um geneticista do comportamento britânico.
Foi eleito membro da Royal Society em 2019.